# یائیر لاپید
یائیر لاپید (انگلیسی: Yair Lapid, عبری: יאיר לפיד‎؛ زادهٔ ۵ نوامبر ۱۹۶۳) نخست‌وزیر پیشین اسرائیل و سیاستمدار اسرائیلی و روزنامه‌نگار سابق است که از ۱ ژوئیهٔ ۲۰۲۲ تا ۲۹ دسامبر ۲۰۲۲ به‌عنوان چهاردهمین نخست‌وزیر اسرائیل فعالیت کرد. او رهبر حزب یش عتید (Yesh Atid به معنی آینده‌ای وجود دارد) است. وی بین سال‌های ۲۰۱۳ و ۲۰۱۴ وزیر دارایی اسرائیل بود.
وی پیش از ورودش به سیاست در سال ۲۰۱۲ روزنامه‌نگار، نویسنده، مجری تلویزیون، و گوینده خبر بود. حزب میانه‌روی یش عتید که وی آنرا تأسیس کرد با کسب ۱۹ کرسی در نخستین انتخابات خود در سال ۲۰۱۳ به دومین حزب بزرگ در کنست (پارلمان اسرائیل) تبدیل شد. این نتایجِ، فراتر از انتظار، به آوازه لاپید به عنوان یک میانه‌روی پیشتاز کمک کرد. در مارس ۲۰۱۳ در پی توافق ائتلاف لاپید با حزب لیکود، وی به سمت وزیر دارایی اسرائیل منصوب شد. روزنامه جروزالم پست در مه ۲۰۱۳ وی را در صدر فهرست «بانفوذترین یهودیان جهان» قرار داد.

## زندگی
یائیر لاپید در ۵ نوامبر ۱۹۶۳ در تل آویو زاده شد. مادرش نویسنده و پدرش، بازمانده هولوکاست و روزنامه‌نگاری بود که وارد سیاست شد و به عنوان حامی آشکار سکولاریسم شناخته می‌شد.
یائیر لاپید در طول خدمت سربازی خود به عنوان خبرنگار برای یک مجله نظامی کار می‌کرد. او دانشگاه را ادامه نداد. اما مطالبی برای روزنامه‌ها و کتاب و فیلمنامه نوشت، آهنگ ساخت و در فیلم‌هایی بازی کرد. سپس با کمک ظاهر زیبا و خوش‌تراشش وارد تلویزیون شد.
او به عنوان گوینده اخبار تلویزیون، با موفقیت در مصاحبه‌ها صاحبان قدرت را به چالش می‌کشید. اما در مصاحبه‌ای با بنیامین نتانیاهو که در آن زمان وزیر دارایی بود، لاپید اعلام کرد: «من چیزی در مورد اقتصاد نمی‌دانم» و برایش دردسر درست شد.
یائیر لاپید در جوانی، بوکس بازی می‌کرده‌است.

## سیاست

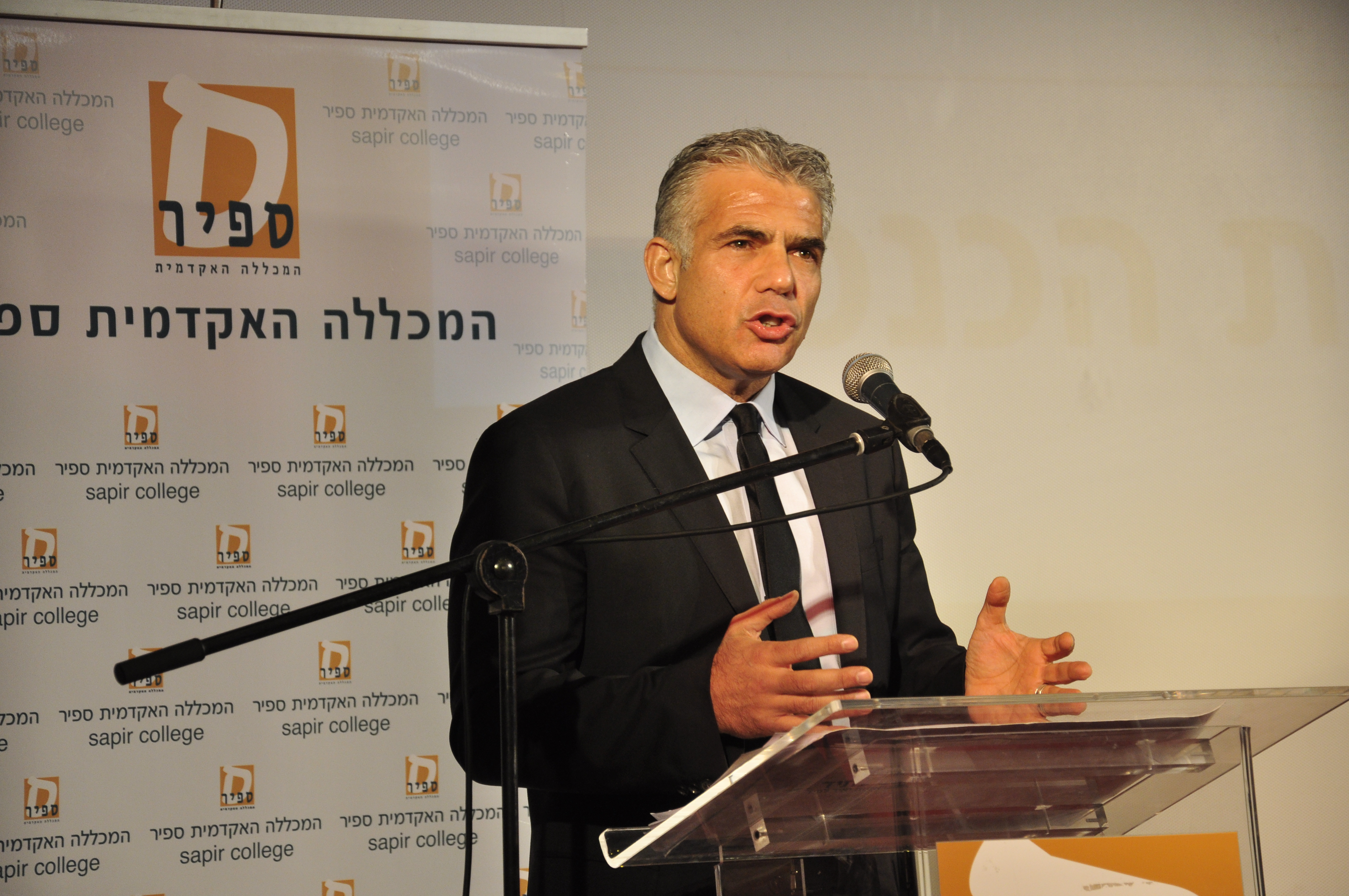
سخنرانی لاپید در یک کنفرانس.

حرفه سیاسی لاپید به دنبال اعتراضات اجتماعی-اقتصادی در سال ۲۰۱۱ آغاز شد. او حزب یِش عتید را با وعده رسیدگی به مسائل طبقه متوسط تشکیل داد.
این حزب در انتخابات سال ۲۰۱۳ با تمرکز بر هزینه‌های بالای مسکن، اصلاحات آموزشی، و حذف معافیت از خدمت سربازی برای جامعه یهودی افراطی ارتدوکس که مورد خشم بسیاری از اسرائیلی‌های سکولار بود، عملکردی قوی داشت.
یش عتید در نهایت به ائتلافی به رهبری حزب لیکود نتانیاهو پیوست. لاپید تا اواخر سال ۲۰۱۴ وزیر دارایی بود و تنش بین این دو منجر به برکناری او شد.
پس از انتخابات، لاپید خود را به عنوان رهبر اپوزیسیون معرفی کرد و اغلب با نخست‌وزیر درگیری داشت. در سال ۲۰۱۸ و زمانی که پلیس توصیه کرد که نتانیاهو با اتهامات فساد روبرو شود، لاپید به عنوان شاهد کلیدی در پرونده‌ای علیه او معرفی شد.
در مه ۲۰۲۱ پس از آنکه نتانیاهو نتوانست دولت تشکیل دهد رئیس‌جمهور اسرائیل، یائیر لاپید را مأمور تشکیل کابینه کرد.

## دیدگاه ها

### حمله ۷ اکتبر
آهارون هالیوا در ۲۲ آوریل ۲۰۲۴ به علت شکست اطلاعاتی در جریان حمله ۷ اکتبر استعفا داد. هالیوا از هفتم اکتبر به عنوان «روز سیاه» یاد می‌کند. لاپید از این استعفا استقبال کرد و آن را «موجه و باوقار» خواند و افزود: «نخست وزیر نتانیاهو نیز مناسب است که همین کار را انجام دهد».

### دیدگاه دربارهٔ فلسطین
لاپید تعهد خود را به راه حل دو کشوری ابراز کرده است. با این حال، او در برخی از نکات اصلی سازش‌ناپذیر است.
یائیر لاپید قبلاً در مصاحبه‌ای روشن کرده است که اورشلیم باید پایتخت واحد اسرائیل باقی بماند و گفت که ادعاهای فلسطینیان در مورد شرق این شهر، به عنوان پایتخت کشور مورد انتظار آنها در آینده، «کاملاً ساختگی» و «بدون ریشه تاریخی» است.